# 김호식 (신학자)
김호식(金鎬植, 1935년~2021년 11월 18일)은 대한민국의 신학자이며 목회자이다.
한국성서대학교의 총장을 역임하였다. 1978년에 미국 워싱턴침례신학교를 설립하여 1996년까지 교수와 학장을 역임하며, 한인 침례교회 담임목회로 헌신했다. 그는 1989년 종말론을 시작으로 조직신학 분야의 성령론, 신론 등 18권을 저술하며 학문적으로 공헌하였다. 유족으로 부인 강은정 여사와 1남 3녀 등이 있다. 그는 일립 강태국 박사의 사위이다.

## 학력
- 한국성서대학교(6회)졸업
- 미국 달라스 신학교(Dallas Theological Seminary) 신학박사(Th.D.)
- 뉴스쿨대학교(New School University) 정치학 석사
- 아메리칸대학교 로스쿨(American University Law School) 법학박사(J.D.)

## 김호식의 신학방법
제자인 유정선 교수는 김호식 박사의 신학과 신학방법에 대해에 다음과 같이 설명한다. 신학의 전제 -“모든 신학적 이론은 기독교 윤리, 신앙생활의 원리로 교회를 통한 신앙공동체의 생활 및 운영원리로 사용되어야 한다”고 고백하는 그에게 신학은 언제나 그리스도인의 삶 속에서 실천되어야 하는 행동강령이었다. 이러한 신념하에 김호식은 신·구약 성서를 기반으로 그의 조직신학 체계를 수립하고 이를 가르치는 교육에 전념하였다.[26]

### 신학방법
1. 신학 사상의 근본은 성서이다. 성서는 객관적으로 문자화된 하나님의 계시이다. 급변하는 문명에 휩쓸려 변질되어 가는 기독교 신학과 교리를 성경으로 돌아가 재정리하여 갱신하여야 할 것을 강조하였다.
2. 신학 사상의 틀은 삼위일체 하나님 절대 주권주의이다. 타락전 예정설의 경우 칼빈사상을 따른다.
3 신학 사상의 핵심은 예수 그리스도의 완성된 십자가의 역사로 복음이다
4. 신학 사상의 특징은 초교파 독립교회주의이다
5. 신학 사상의 특징은 예수 그리스도의 재림과 연관된 세대주의적 전천년설주의이다. 일반종말론을 다룸에 있어 김호식은 문법적 역사적 해석방법을 일관되게 취하면서 종말론 체계를 수립하였다. 천년왕국이란 시간적 개념이라기보다는 예수 그리스도의 통치를 의미하는 기독론적 술어로 이해하는 것이 옳다”32)고 주장하였다
6. 신학 사상의 성격은 개신교 보수정통주의이다.

## 같이 보기

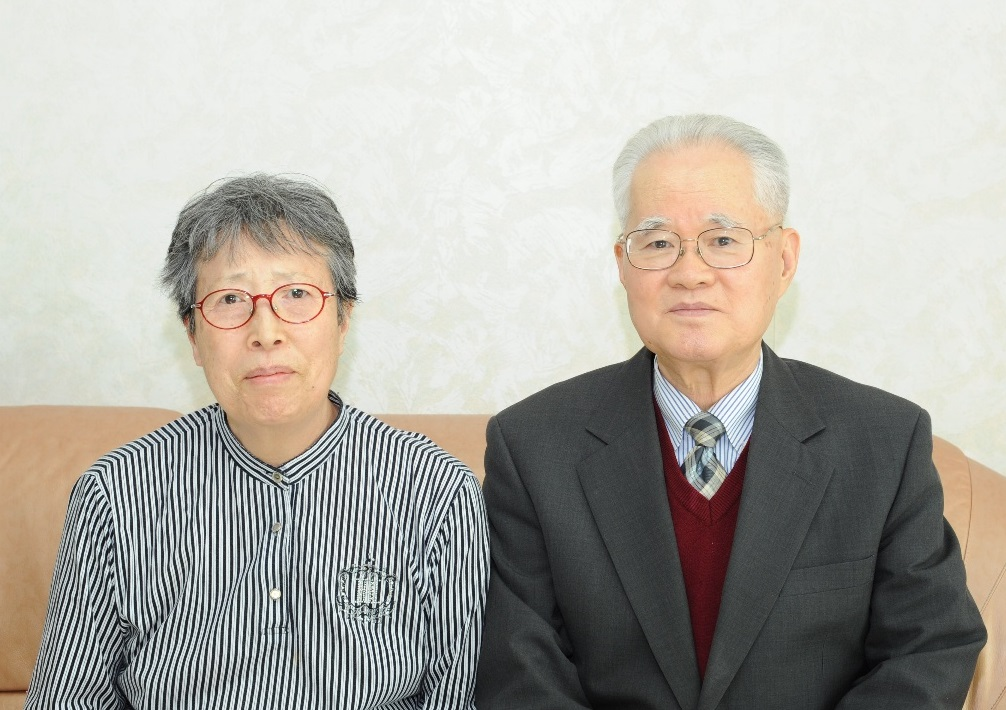
김호식 박사와 강은정 여사

- 한국성서대학교
- 강태국
- 강우정
- 강희정
- 유정선
- 박태수
- 한국의 신학자 목록

## 참고문헌
- 유정선, "김호식 박사의 생애와 신학", 한국의 신학자들 2, 안명준 편집 (아벨서원, 2023)